# Jihye Lee
Jihye Lee (koreanisch 지혜리, * um 1990) ist eine südkoreanische Jazzmusikerin (Gesang, Arrangement, Komposition).

## Leben und Wirken
Jihye Lee hatte sechs Monate Klavierunterricht, als sie neun Jahre alt war. Als Jugendliche begann sie autodidaktisch mit Gitarrenspiel, bevor sie sich als Indiepop-Sängerin und Songwriterin betätigte. Schließlich absolvierte sie an der Dongduk Women’s University in Seoul ein Gesangsstudium. In dieser Zeit begann sie, sich zunächst mit Singer-Songwriting, dann vermehrt mit Komposition zu beschäftigen. Dann zog sie nach Boston, um mit einem Stipendium am Berklee College of Music zu studieren. In ihrem Hauptfach Jazzkomposition erhielt sie am Berklee College den Duke Ellington Award. Mit Mitteln aus Schulstipendien und der CJ Cultural Foundation zog sie 2015 nach New York und erwarb den Master-Abschluss an der Manhattan School of Music, an der sie Unterricht bei Jim McNeely hatte.
Nach ihrem Bachelor-Abschluss organisierte Lee eine Crowdfunding-Kampagne für ihr erstes Big-Band-Album, April, das von Greg Hopkins co-produziert und mit Musikern aus anderen Berklee-Fakultäten und Profimusikern aus der Region Boston aufgenommen wurde und 2017 erschien. Nach Ansicht von Jerome Wilson, der Lees Album April in All About Jazz rezensierte, stamme Lees Musik, die von dem Fährunglück der Sewol 2014 inspiriert wurde, aus dem Zweig des orchestralen Jazz, der von Gil Evans, Bob Brookmeyer und Maria Schneider ausgehe, eine Musik, die von düster über emotional bis geradezu beängstigend reiche.
2019 schrieb Lee Musik für das Jazz at Lincoln Center Orchestra und das NYO Jazz at Carnegie Hall. 2021 folgte bei Motéma Music unter eigenem Namen das mit Darcy James Argue ko-produzierte Bigband-Album Daring Mind, an dem Musiker wie Rob Wilkerson, Alex Norris, Sean Jones, Mike Fahie, Alan Ferber, Adam Birnbaum, Sebastian Noelle und Mark Ferber mitwirkten. Im Dezember 2022 führte sie in Frankfurt am Main eigene Werke mit der hr-Bigband auf. 2024 erschien bei Motéma ihr Bigband-Album Infinite Connections.

## Preise und Auszeichnungen
Die BMI Foundation verlieh Lee 2018 den Charlie Parker Jazz Composition Prize für ihr Stück „Unshakable Mind“. 2025 erhielt sie mit ihrer Bigband den Deutschen Jazzpreis in der Kategorie „Großes Ensemble des Jahres international.“